# 9 (autori vari)
9 è la seconda compilation della 9ª edizione di Amici di Maria De Filippi, che è stata pubblicata su iTunes il 9 febbraio 2010 e distribuita nei negozi dal 12 febbraio 2010.
I brani Satisfaction e Imagine erano utilizzate come sigle, rispettivamente per la squadra bianca e per la squadra blu. Il brano Ragazza occhi cielo è stato scritto da Biagio Antonacci, che canta anche la strofa finale della canzone, mentre La promessa e Libera nel mondo sono stati scritti da Tricarico su musiche del compositore Daniel Vuletic.
Durante i Wind Music Awards 2010 la compilation è stata premiata oro.

## Tracce
1. Pierdavide Carone – Superstar – 3:37 (Pierdavide Carone)
2. Matteo Macchioni – La promessa – 3:31 (Tricarico, Daniel Vuletic)
3. Anna Altieri – Lonely – 3:29 (Hauge, Thornalley, Pixie Lott)
4. Enrico Nigiotti – Libera nel mondo – 4:07 (Tricarico, Caratese, Daniel Vuletic)
5. Angelo Iossa – Why Can't I – 3:19 (Glen Byrne, Thomson Ali)
6. Emma Marrone – Meravigliosa – 3:36 (Antonio Galbiati, Fortunato Zampaglione)
7. Davide Flauto – Dentro di te – 3:25 (Emanuele Asti)
8. Loredana Errore – Ragazza occhi cielo – 3:50 (Biagio Antonacci)
9. Squadra Bianca – Satisfaction – 1:52 (Mick Jagger, Keith Richards)
10. Squadra Blu – Imagine – 2:28 (John Lennon)

## Classifiche
| Classifica (2010) | Posizione massima |
| ----------------- | ----------------- |
| Italia            | 2                 |

### Brani
| Cantante          | Brano               | Posizione massima |
| ----------------- | ------------------- | ----------------- |
| Loredana Errore   | Ragazza occhi cielo | 3                 |
| Emma Marrone      | Meravigliosa        | 9                 |
| Pierdavide Carone | Superstar           | 12                |
| Enrico Nigiotti   | Libera nel mondo    | 19                |